# オーロラ (テキサス州)
オーロラ（Aurora）はテキサス州に位置するアメリカ合衆国の市町村である。人口は2020年の時点で1.390人。
現在の町の区域一帯は入植が1850年頃から始まる。綿花産業が盛んになり、町の中心部に鉄道路線の乗り入れも検討されたが結局の所、鉄道路線は町を外れたルートで敷かれ、この頃から、町の衰退は始まったと言われる。
第二次世界大戦の時にはアメリカ海軍の施設が存在した。
町議会も存在する。
ニューメキシコ州のロズウェルと同様にUFOスポットとして注目を浴び、それに関連する観光施設が多数、営業している。